# Mathilde Riede-Hurt

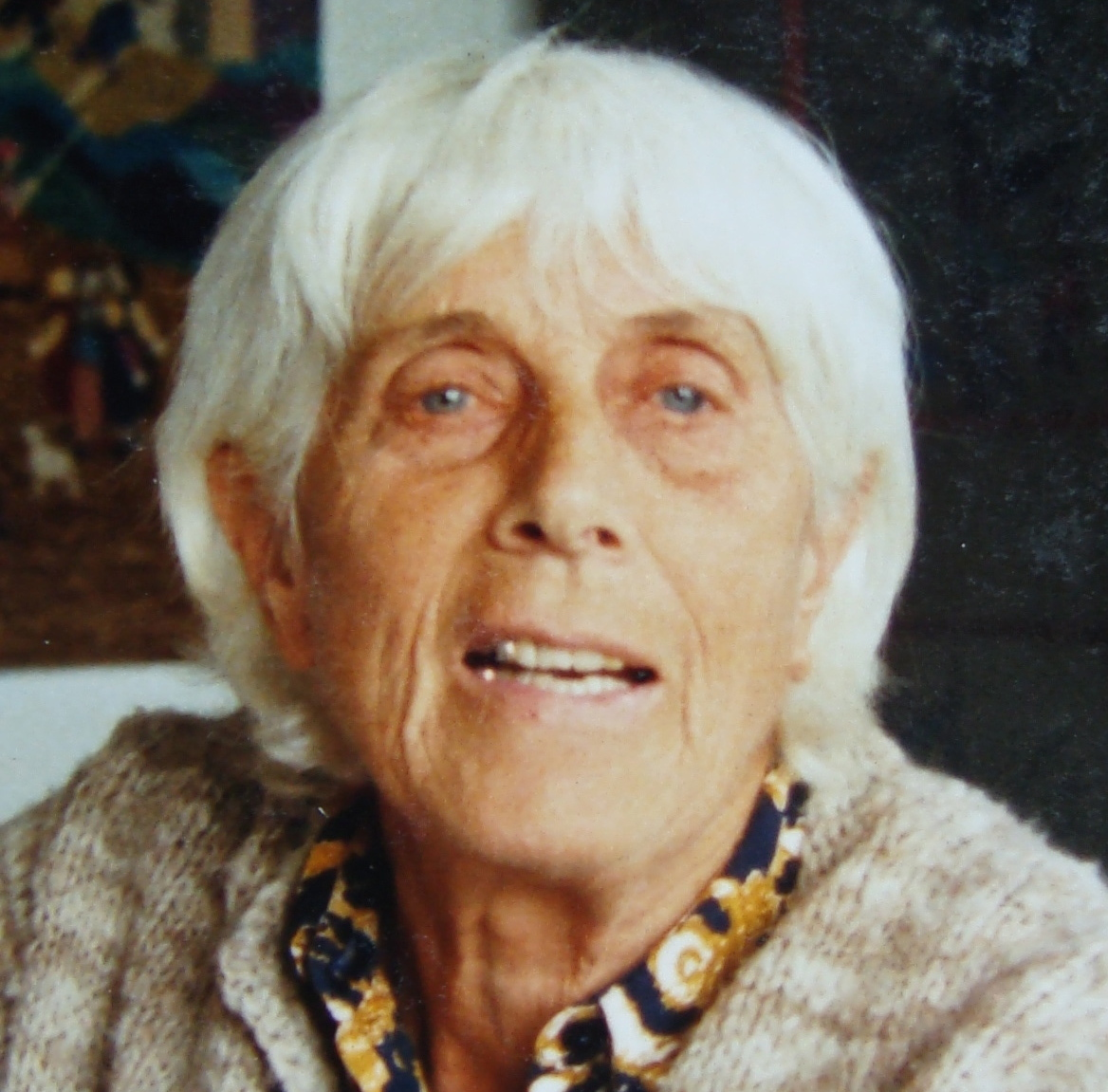
Mathilde Riede-Hurt, 1986 in ihrem Heim in Spiez

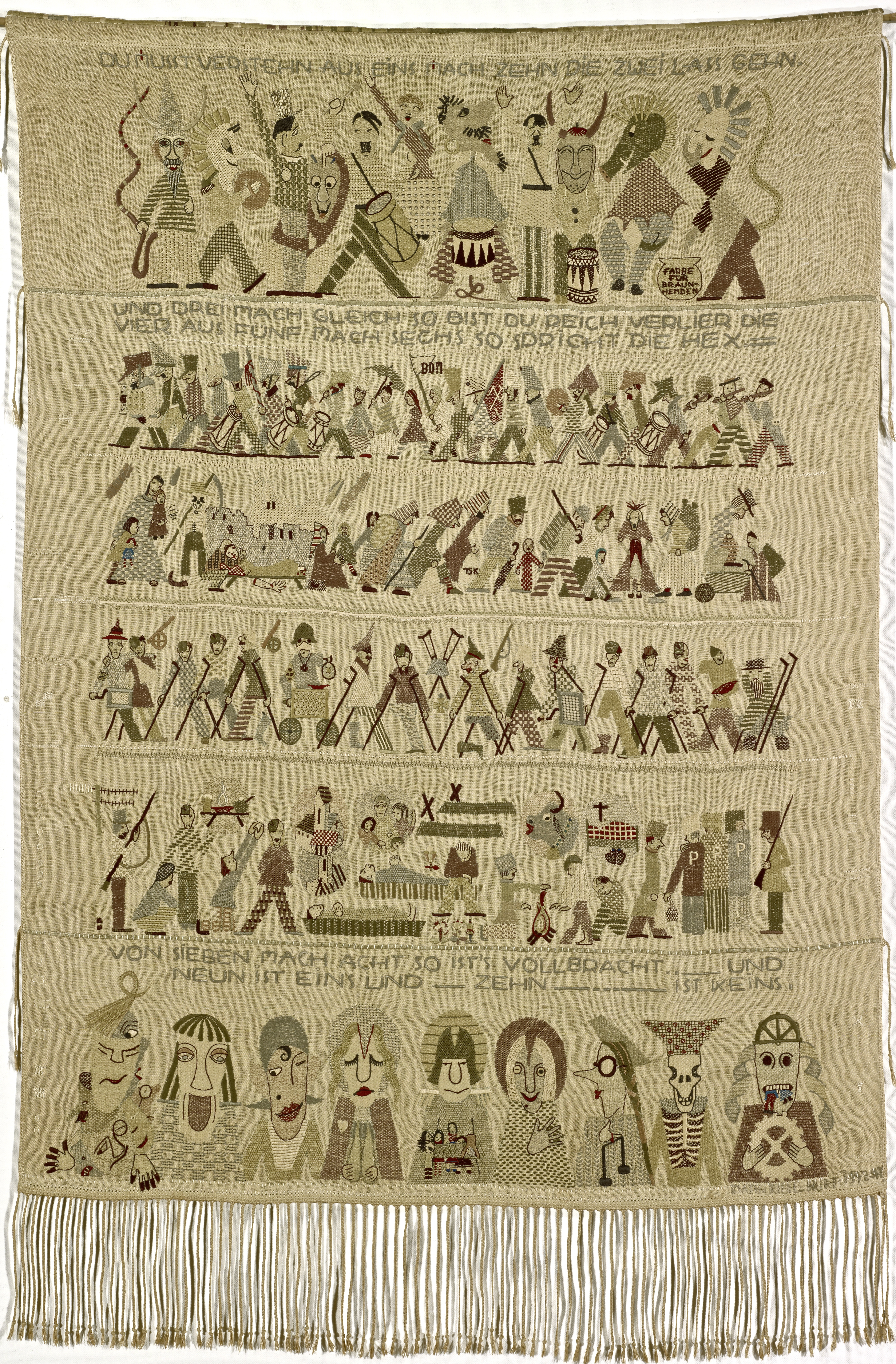
Leinenstickerei «Hexeneinmaleins», 1948, Hauptwerk der Mathilde Riede-Hurt als Abrechnung mit dem Hitler-Regime

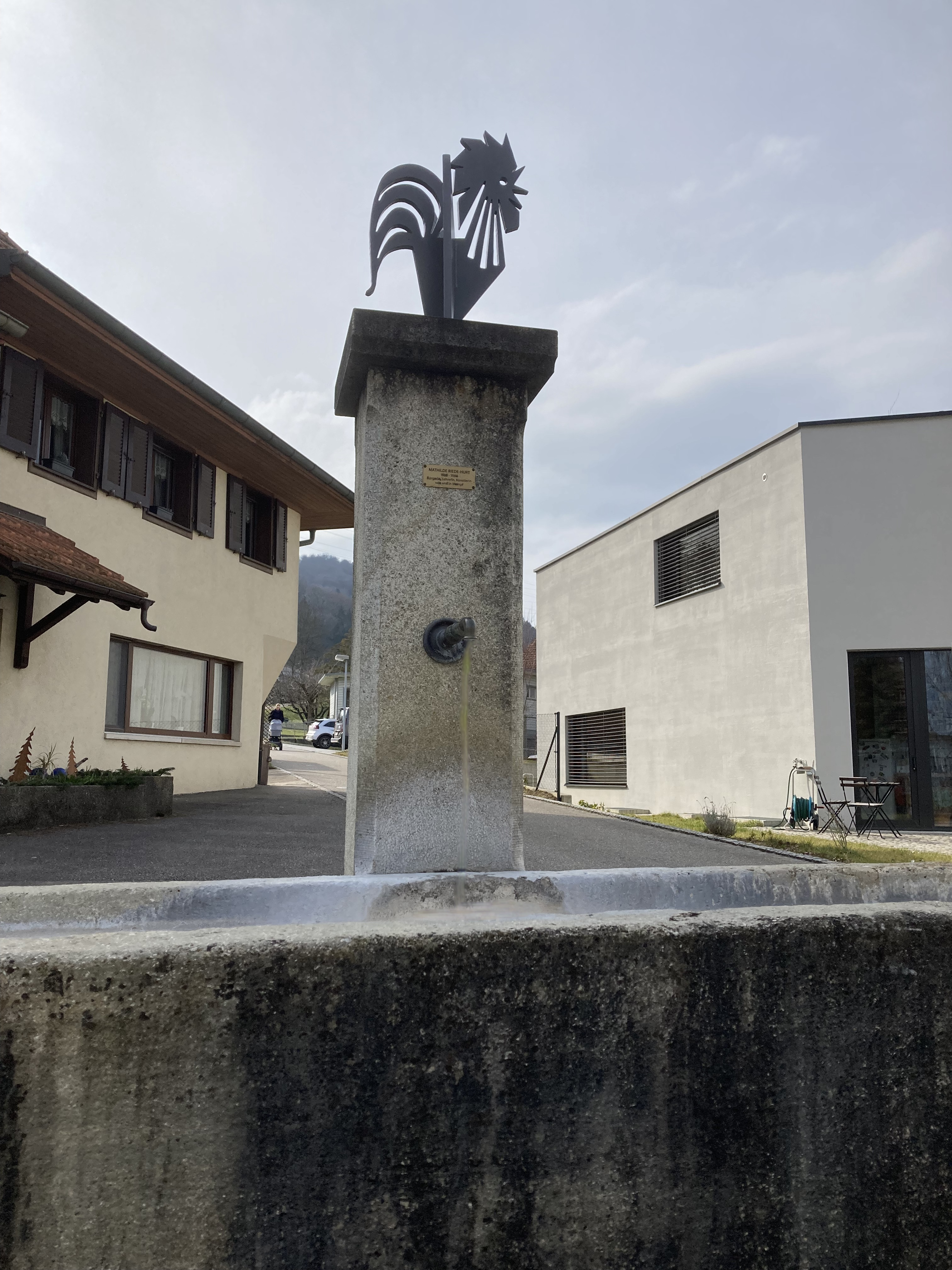
Mathilde Riede-Hurt, Eisenskulptur «Güggel» 1972

Mathilde Riede-Hurt (* 30. April 1906 in Mumpf; † 15. September 1988 in Spiez) war eine Schweizer Kunststickerin.

## Biografie
Mathilde Hurt erhielt an der Kunstgewerbeschule Basel Unterricht im Zeichnen, Malen und Sticken sowie in Kunstgeschichte. Sie spürte in sich den Drang, «die Gedanken auf Papier und Leinwand spazieren zu führen, aber auch toben zu lassen». Von da an gestaltete sie Stickereien in Leinen mit selbst gefärbtem Naturfasergarn, Bildteppiche mit Wollapplikationen sowie Zeichnungen mit Bleistift und Farbe. Mit ebenso klarer Feder führte sie ein Tagebuch, dem sie ihre Heimatliebe, Zerrissenheit, Wut, Verzweiflung, ihr Glück und ihren Sarkasmus anvertraute.
Ihre Kunstwerke enthalten mancherlei Symbolik. Sie sind oft nur zu verstehen, wenn mit dem Bild der Bezug zu ihrer jeweiligen Lebenslage spürbar wird. Wichtige Motive sind ihr Menschen, Heimat, Natur, Glaube und Weltgeschichte.
Ein erster «Ausbruch» führte sie aus dem Dorf Mumpf nach Paris, doch kehrte sie, vom Heimweh geplagt, nach wenigen Monaten wieder ins Heimatdorf zurück. Bald besuchte Mathilde Hurt das Seminar in Aarau und wirkte danach während sieben Jahren in Mumpf als Arbeitsschullehrerin.
Durch ihre Heirat 1934 wählte sie den Weg nach Ludwigshafen am Rhein und verlor dabei gleichzeitig das Schweizer Bürgerrecht. Bis 1947 erlebte sie den Krieg und die Nachkriegszeit: Bomben fielen auf ihr Haus, ihr Gatte lebte in englischer Kriegsgefangenschaft, die Vertreibung durch die Nazis, die Flucht mit ihren beiden Kindern, Hunger und Heimweh. 1947 kehrte sie in die Schweiz zurück und 1948 erhielt sie das Bürgerrecht zurück und eine Anstellung an der Frauenfachschule Basel.
Fieberhaft widmete sie sich in jedem möglichen Moment ihrer künstlerischen Tätigkeit, die am Schluss 100 katalogisierte Teppiche und Tausende von Skizzen, Zeichnungen, Karikaturen, Cartoons und Bilder umfasste. Ihr Hauptwerk heisst «Hexeneinmaleins». Sie rechnet dabei mit dem Hitler-Regime ab. Angeschafft durch den Kunstkredit Basel-Stadt, befindet es sich im Besitz des Kunstmuseums Basel.
Zwischen 1936 und 2014 wurden in 26 Ausstellungen ihre Werke der Öffentlichkeit zugänglich gemacht, so in Mannheim, Trier, Strassburg, Luzern, Genf, Schaffhausen, Thun, Basel, Maikammer und im Heimatort Mumpf.
Bis ins hohe Alter belieferte Mathilde Riede-Hurt einige Zeitungen mit ihren zeitkritischen Skizzen zu Zeitfragen, stets mit Biss und ironischen Versen versehen.

## Ausstellungen
- 1936: Mannheim, Kunsthalle (Im Rahmen GEDOK)
- 1938: Mannheim, Kunsthalle
- 1939: Trier, Kunstmuseum, GEDOK
- 1940: Strassburg, Kunstmuseum, GEDOK
- 1941: Ludwigshafen, Kulturhaus
- 1942: Wiesbaden, Kunsthaus Wiesbaden
- 1946: Baden-Baden, Kunsthaus
- 1947: Ludwigshafen, Don-Bosco-Haus, Verein Kunst & Handwerk
- 1949: Luzern, Kunsthaus, GSMBK
- 1951: Genf, Musée des Beaux-Arts, GSMBK
- 1952: Basel, Kunsthalle, GSMBK Gesamtwerk
- 1953: Schaffhausen, Museum zu Allerheiligen, GSMBK
- 1953: Rheinfelden (CH), Kurbrunnen, Gesamtwerk
- 1954: Bern, Kunsthalle, GSMBK
- 1955: Mannheim, Kunsthalle, „Textilkunst der Gegenwart“
- 1956: Mannheim, Kunsthalle, „Die Frau als Schöpferin“
- 1979: Thun-Gwatt, Reformierte Heimstätte, Gesamtwerk
- 1980: Thun, Kurhaus, Thuner Künstler
- 1982: Thun, Galerie Aarhuus, Gesamtwerk
- 1984: Spiez, Spiezer Kunstgesellschaft
- 1985: Bern, Burgerheim, Gesamtwerk
- 1985: Maikammer, Rathaus, Gesamtwerk
- 1987: Kaiseraugst, Reformiertes Gemeindehaus, Gesamtwerk
- 2006: Spiez, Rebbaumuseum, Grossteil der Werke
- 2011: Kirrweiler, Edelhof, Leinenstickereien
- 2014: Mumpf, Burgmatt, Grossteil der Werke